# Viševica
Viševica (1428 m) – góra w Chorwacji, w Gorskim kotarze, część masywu Wielkiej Kapeli.

## Opis
Jest położona na południowy wschód od wsi Fužine. Sąsiaduje z Bitorajem. Została zbudowana z wapienia i jest porośnięta lasem. Jedyny wypływ wody – Plavuš-voda – znajduje się na wysokości 1260 m n.p.m.